# 田坝镇 (宣威市)
田坝镇，是中华人民共和国云南省曲靖市宣威市下辖的一个镇。

## 行政区划
田坝镇下辖以下地区：
田坝村、土木村、力行村、石坝村、阿迤村、风景村、腊家村、龙家村、新发村、石塘村、联盟村、新民村、中和村、四坪村、米田村和红岩村。